# Paleoklimatologi
Paleoklimatologi är läran om klimatet under tidigare perioder av jordens utveckling.
De äldsta geologiska periodernas klimat studeras genom analys av fossil och sedimentära bergarter från land, sjöar och hav. Dessa studier syftar till att undersöka klimatförändringar som sträcker sig över tusentals och hundratusentals år.
Yngre perioders klimat studeras bland annat genom analys av borrkärnor av is från främst Antarktis och Grönland, med hjälp av årsringar i träd (dendroklimatologi), droppsten, pollen och torv, som kan visa förändringar i klimatet som sträcker sig över tiotals, hundratals och tusentals år.
Paleoklimatologin sågs tidigare som en del av geologin. Disciplinen är dock tvärvetenskaplig med koppling även till meteorologin, glaciologin, paleontologin, botaniken och isotopfysiken.
Paleoklimatet studeras bland annat med hjälp av proxydata, naturliga indikatorer som går att knyta till aspekter av klimatet utan att vara direkta mätningar av dessa. Exempel utgörs av tidigare nämnda pollenanalys och av fossiler, liksom av halterna av gaser och deras isotopsammansättning i isborrkärnor från djupa glaciärer. Med hjälp av sådana proxydata kan temperaturvariationer rekonstrueras längre tillbaka än vad det funnits möjlighet till direkta temperaturmätningar.

## Läs mera
- Cronin, Thomas N. (2010) (på engelska). Paleoclimates: understanding climate change past and present. Columbia University Press, USA. ISBN 978-0-231-14494-0
- Crowley, Thomas J.; North, Gerald R. (1996) (på engelska). Paleoclimatology. Oxford monographs on geology and geophysics volym 18. Clarendon Press, Oxford. ISBN 0-19-510533-8
- Gould, Stephen Jay (1989) (på engelska). Wonderful life, the story of the Burgess Shale. W.W. Norton, New York. ISBN 0-393-02705-8
- Imbrie, John (1979) (på engelska). Ice ages: solving the mystery. Harvard University Press, Cambridge MA. ISBN 0-674-44075-7
- Wladimir Köppen, Alfred Wegener (1924) (på tyska). Die Klimate der geologischen Vorzeit